# АСТ (видавництво)
Видавнича група «АСТ» — одне з двох найбільших видавництв Росії. Засноване у 1990 році як ТКО «АСТ».  Є універсальним видавництвом: видає художню літературу, нон-фікшн, популярні посібники. Відома співпрацею з такими авторами, як Євген Понасенков, Дмитро Глуховський, Поліна Дашкова, Сергій Лук'яненко, Сергій Мінаєв, Анджей Сапковський, Пауло Коельо та Террі Гудкайнд.
До групи АСТ входить понад сто компаній, власником більшої їх частини є кіпрський офшор «Advanced Achievement Books Publishers Ltd.», а він, у свою чергу, належить фізичним особам Андрію Герцеву, Якову Хелемському  (по 33,35%), Олегу Бартенєву, Ігорю Феоктистову (по 9,52%), Юрію Хацкевичу (9,51%) та Юрію Дейкалу (4,75%). Обороти компанії не розкриваються, за оцінками конкурентів, виручка групи за червень 2010 - липень 2011 року склала 5,7 млрд рублів.  З початку червня 2012 року управління видавничим бізнесом «АСТ» здійснює видавництво «ЕКСМО».

## Історія

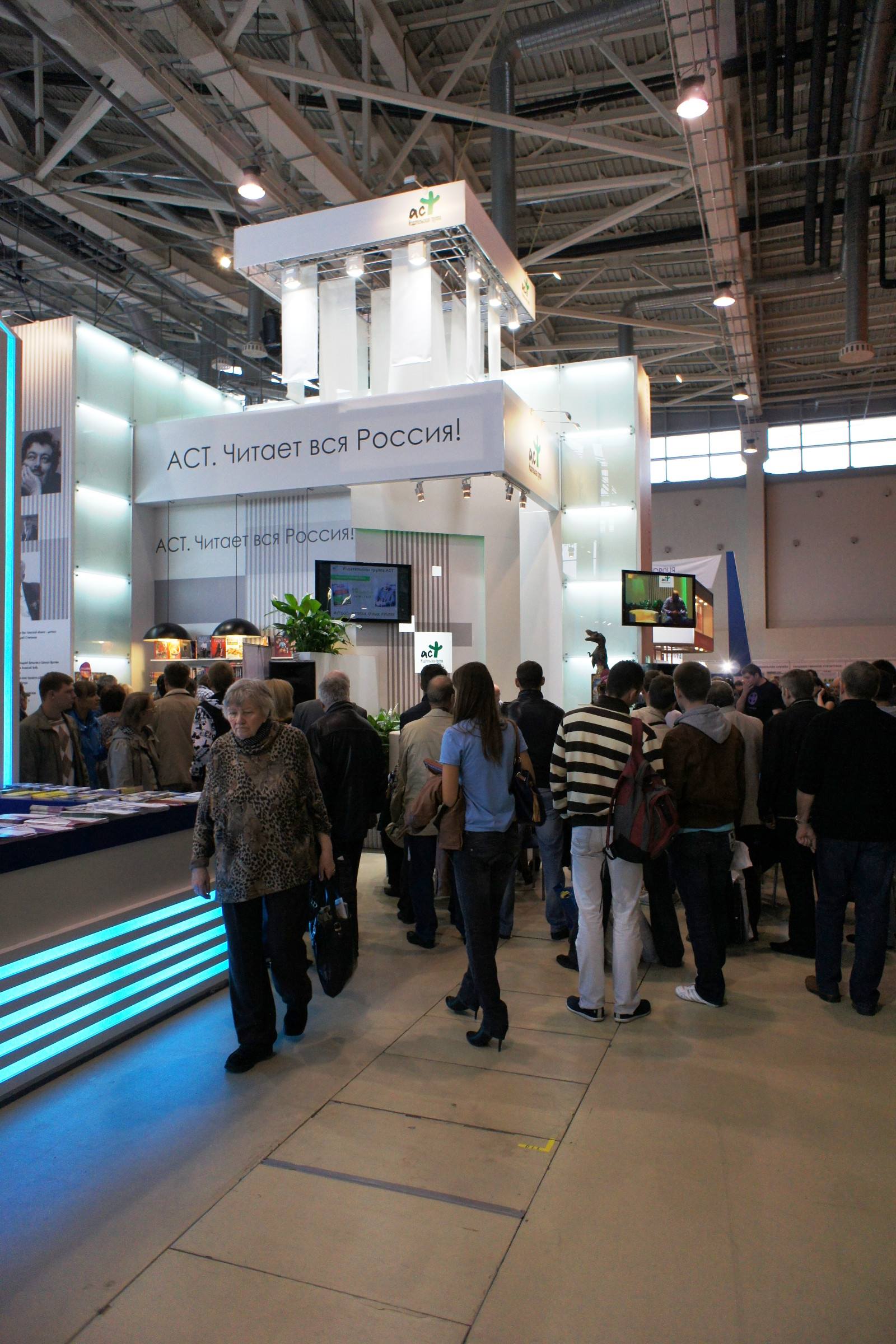
Московська міжнародна книжкова виставка-ярмарок 2011. Павільйон АСТ.

Наприкінці 1980-х Андрій Герцев задумав відкрити власну книговидавничу фірму.  До цієї ідеї він прийшов у процесі збирання власної бібліотеки.  Андрій зайнявся вивченням видавничого бізнесу.  Кілька років у вихідні він виїжджав у Ригу і на Вільнюс на збори Клубу книголюбів. Спочатку фірма займалася торгівлею, а видавати книги почала з 1992 року.  У 1993 році за рішенням засновників ТКО «АСТ» розділилося на дві частини: фірму «АСТ» очолив Андрій Герцев, а в «АСТ-Прес» пішли Сергій і Тетяна Дерев'янко.
У 2003 році Андрій Герцев став засновником видавництва «Астрель-СПб», яке в основному займається художньою та дитячою літературою.  Щомісяця "Астрель-СПб" випускає близько 30 книг.  «Астрель-СПб» є засновником чи співзасновником низки літературних премій та конкурсів, зокрема, літературної премії «Рукопис року».  Премія вручається авторам-початківцям, які ще не мають публікацій.
До 2005 року "АСТ" стала однією з найбільших видавничих фірм Росії.  2008 року «АСТ» придбала «Аванту+» — лідера у сфері випуску енциклопедій.  Вартість операції оцінюється в діапазоні від $4 млн до $10 млн.
У березні 2012 року стало відомо про те, що податкові органи за підсумками перевірок донарахували компаніям групи «АСТ» пдв та податок на прибуток у сумі 6,68 млрд руб.  (з урахуванням штрафів та пені), що перевищує річний оборот групи.  Податкові органи звинуватили «АСТ» у використанні при перепродажі книг фірм-одноденок, де осідав прибуток, який потім виводився з-під оподаткування.  Трохи раніше Слідчий комітет Росії порушив проти однієї з компаній групи, логістичного оператора «Полімікс-центр», кримінальну справу за фактом ухилення від сплати податків у розмірі 1,5 млрд рублів.
9 квітня 2012 року стало відомо, що торговельний підрозділ групи «АСТ», ТОВ «П'ятий океан», розпочав процедуру банкрутства через борги, що перевищують 7,5 млрд руб.
У цей час «Ексмо», ще одне найбільше російське видавництво, заявило про можливу купівлю видавничої групи «АСТ».  У червні 2012 року Олег Новіков, директор «Ексмо», повідомив про отримання опціону на контроль «АСТ».

## Серії видавницства

### Книжкові серії
- «Альтернатива» — детективи, фантастика
- «Библиотека мировой фантастики»
- «Эксклюзивная классика»
- «Зачарованные»
- «Звёзды мировой философии»
- «Классики исторической мысли»
- «Интеллектуальный детектив»
- «Ужастики»
- «S.T.A.L.K.E.R.» — з травня 2009 року — фантастика, детектив, бойовик
- «Откровения ангелов-хранителей»
- «Голодные игры»
- «Век Дракона»
- «Легенда об Искателе»
- «Открытие»
- «Алхимия духа»
- «Высший разум»

### Журнали
- «Рыбалка на Руси»
- «Охота»
- «Часы»
- «Estetica»